# 睡眠相位前移症候群
睡眠相位前移症候群（ASPD），又称晝夜節律性睡眠障礙的早睡型（ASPT），表现为持续性的早傍晚（如19-21时）困倦和极早清晨（如2-4时）觉醒的睡眠模式。这种睡眠相位前移会干扰日常社交与工作安排，导致睡眠时间缩短和日间过度嗜睡。睡眠时相和褪黑素水平由位于下丘脑视交叉上核的中枢昼夜节律时钟调控。

## 症状
患者表现为无法在常规就寝时间保持清醒、傍晚迅速入睡和/或过早入睡，以及无法维持睡眠至预期觉醒时间而出现早醒失眠。患者的褪黑素分泌周期和核心体温周期较常人提前数小时。 确诊需症状长期稳定存在。

## 诊断

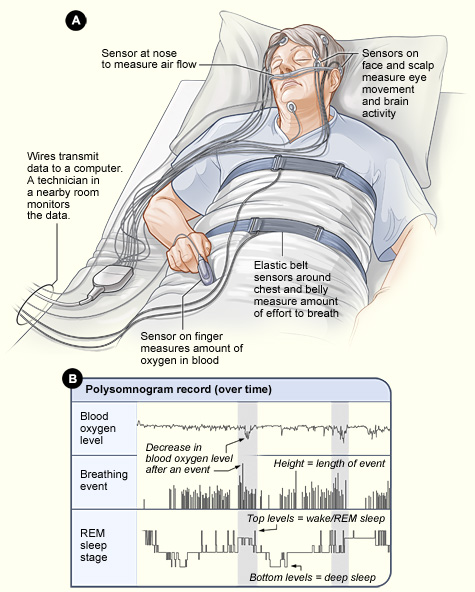
通过多导睡眠图等睡眠研究手段诊断ASPD

诊断方法包括测量睡眠起始与终止时间、暗光褪黑素起始分泌时间，评估Horne-Ostberg晨间-夜晚问卷结果。多导睡眠图可排除发作性睡病等其他睡眠障碍。需结合年龄和家族史综合判断。

## 治疗
主要采用傍晚时段的强光光疗或行为时间疗法来延迟睡眠时相。由于清晨使用助眠药物的风险，药物治疗效果欠佳。 定时补充褪黑素或使用催眠药的疗效与安全性仍需更多研究验证。

## 流行病学
中年及老年人群多见，患病率约1%，性别分布均等。具有显著家族聚集性，40-50%患者有ASPD家族史。 家族性早发型睡眠期综合征（FASPS）与hPER2和CKIdelta基因错义突变相关。

## 家族性睡眠相位前移症候群

### 临床表现
患者睡眠觉醒时间较常人提前4-6小时（典型表现为19:30入睡，4:30觉醒），自由运行周期约22小时（正常略超24小时）。 需通过基因测序确诊，光疗和作息调整效果有限。

### 发现过程
1999年Louis Ptáček在犹他大学首次报道该综合征，2001年Phyllis C. Zee团队补充家系研究，证实其显性遗传特征。

### 分子机制

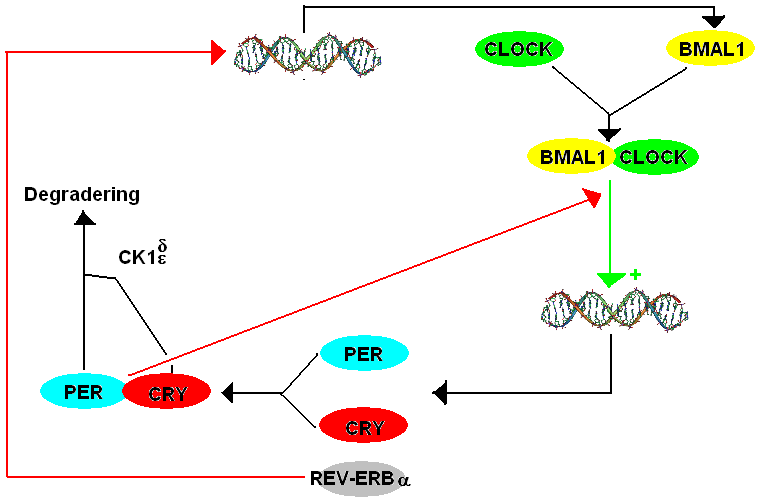
哺乳动物昼夜节律钟分子机制

PER2基因丝氨酸-甘氨酸点突变导致CK1结合域异常，引发PER2蛋白磷酸化不足，缩短昼夜节律周期。 CKIδ基因苏氨酸-丙氨酸错义突变同样影响磷酸化过程。